# Gröna tak
Gröna tak kan även syfta på koppartak.

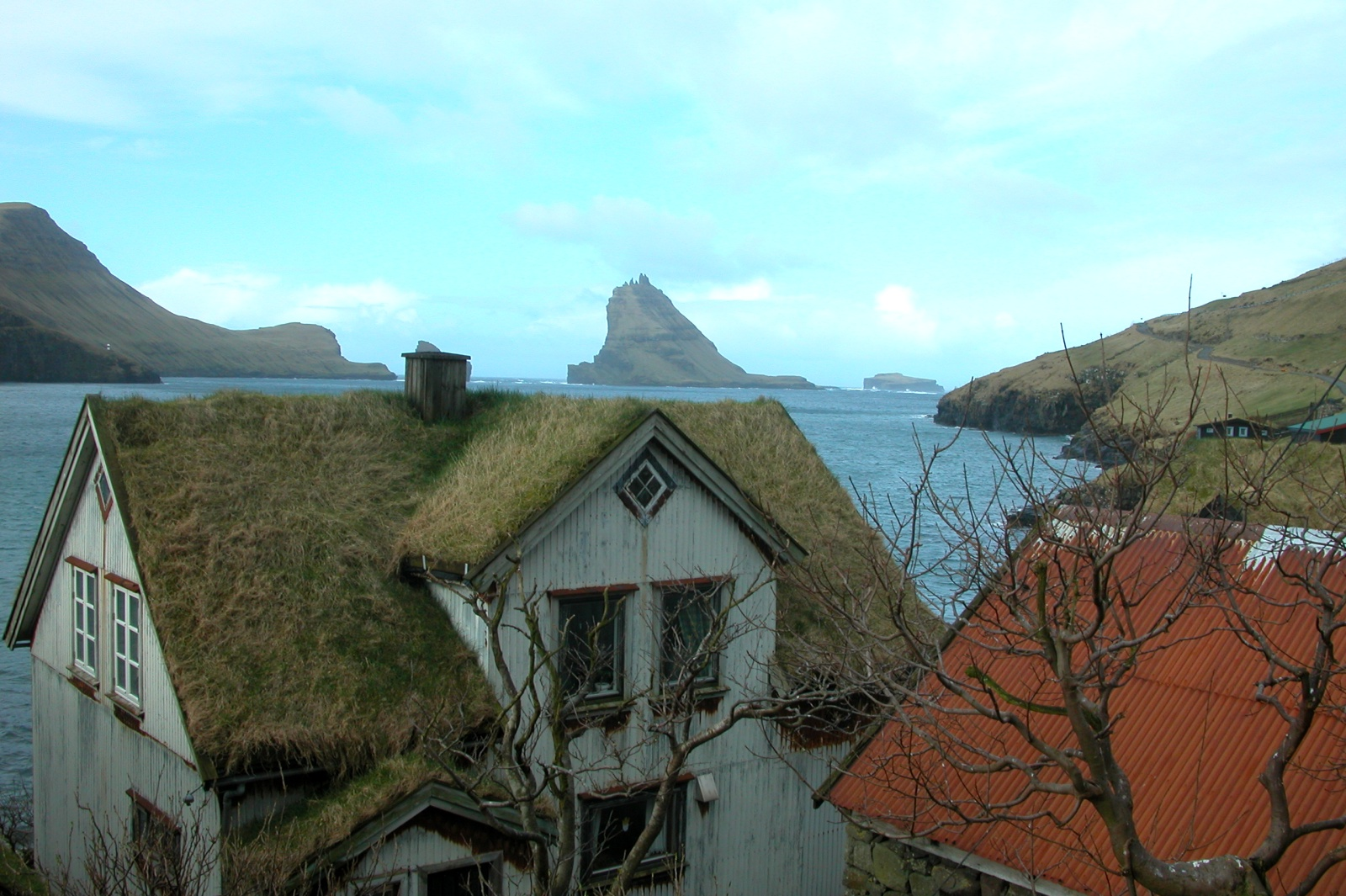
Grönt tak på Färöarna

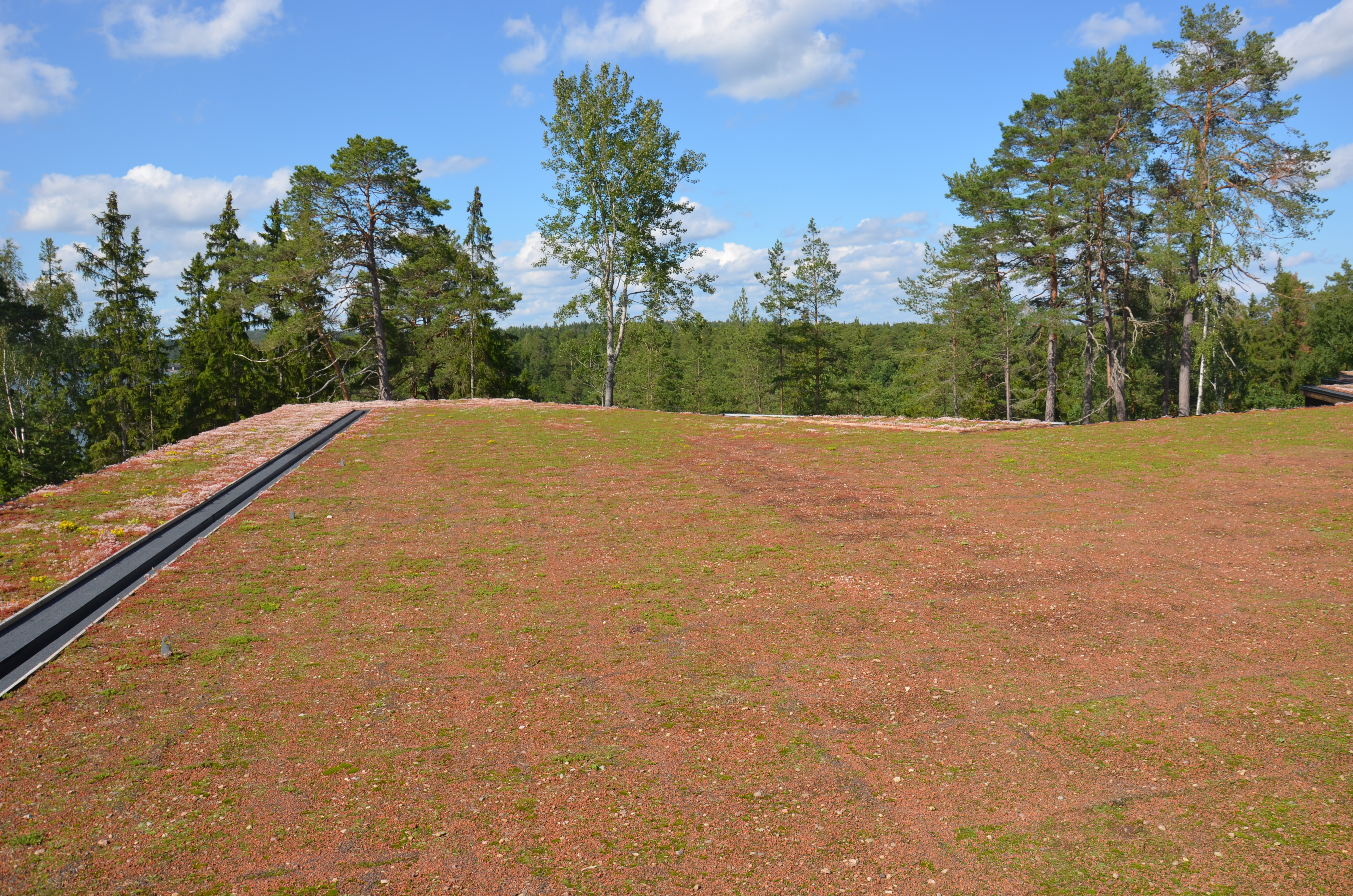
Sedumtäckt tak på konsthallen Artipelag på Värmdö

Gröna tak är  ett samlingsnamn för olika vegetationsuppbyggnader på tak eller tak med levande växtlighet som takbeläggning (med gröna tak kan i deskriptiv bemärkelse vardagligt också avses andra tak med grön färg, såsom koppartak). Tak med växtlighet har använts sedan långt tillbaka i de skandinaviska länderna.

## Olika typer och tjocklekar
Takmaterialet kan vara olika tjockt och av olika växtblandningar. En sedum-matta kan vara 30–40 mm tjock, medan ett ängstak kan vara mellan 145 och 200 mm  tjockt. Jordmaterialet, substratet, bör vara minst 30 mm tjockt . En tjockare konstruktion av sedum och örter kan bestå av 30–40 mm substrat inkl. vegetationsbärare, 60–100 mm substrat, filterduk, 23–25 mm dräneringslager och 0,5 mm tjockt rotskydd ovanpå tätskiktet.

## Fördelar med gröna tak
- Dämpar buller.
- Mildrar stadsklimatet.
- Minskar risken för översvämning i städer vid plötsliga skyfall.

- Minskar behovet av stora dagvattensystem.

- Anses ofta ge estetiska värden.

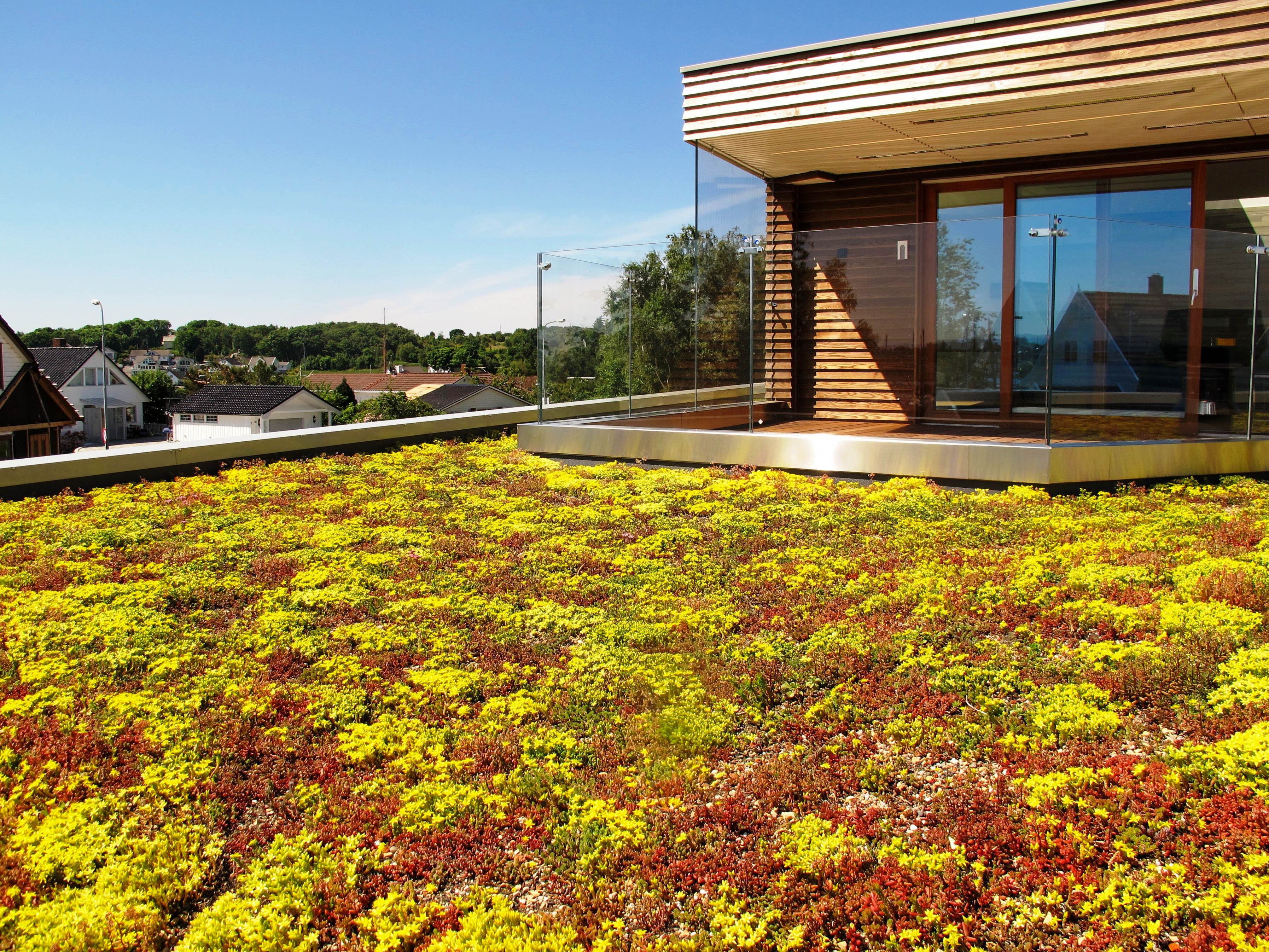
Låglutande grönt tak med sedum-vegetation.

- Tar upp och binder luftföroreningar.[4]
- Skyddar underliggande takmaterial mot temperaturväxlingar.[4]
- Isolerar byggnaden och sparar därigenom energi.
- Den enklaste formen av ett grönt tak som består av en vegetationsbärare med sedum och underliggande vattenhållande lager kräver mindre skötsel.[3]

## Tekniska aspekter på växtbädd
Lämpliga växter för gröna tak med tunna substrat eller jorddjup är tåliga växter såsom sedumväxter. Vid tjockare växtbäddar har man större möjligheter att välja växtmaterial. Växtbädd anläggs på tak som har en lutning på upp till 30°. Vegetationsbärare består av ett levande biologiskt material och underlaget består oftast av ett filtmaterial för vattenhållning och dränerande egenskaper. Vid djupare växtbäddar krävs ett mekaniskt eller kemiskt rotskydd för skydd mot rotgenomträngning. Materialet skall också tåla den fukt som uppkommer i växtbeläggningen. En växtbädd kan hålla en stor vattenmängd och underliggande takkonstruktion måste även dimensioneras för detta. Tak är en utsatt växtplats och det är därför viktigt att använda substrat eller jordar som håller mycket vatten men samtidigt är väldränerade för att förhindra att växterna kvävs eller att substratet eroderar vid kraftiga regn.

## Olika odlingsintensitet

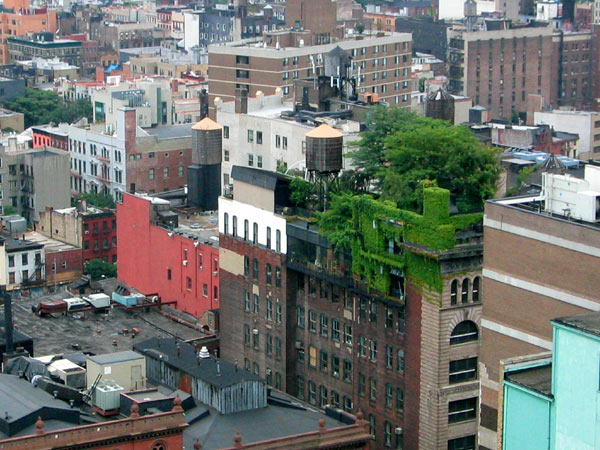
En intensivodlad takträdgård i Manhattan

Gröna tak kan kategoriseras som intensiva, semi-intensiva, eller extensiva, beroende på djupet av planteringsmedium och det underhåll det behöver. Traditionella takterrasser, som kräver en rimligt djup jord att rymma stora växter eller konventionella gräsmattor, betraktas som "intensiva" eftersom de är skötselintensiva, och kräver bevattning, gödning och annat underhåll. Intensiva tak är mer parkliknande och oftast lätt-tillgängliga och kan innehålla allt från köksväxter till buskar och små träd.Oavsett kategori av gröna tak, kräver samtliga typer av gröna tak skötsel. Extensiva gröna tak kräver mindre skötsel som gödning, ogräsborttagning och översyn av takets avvattning. 
En annan viktig skillnad är den mellan kraftigt lutande gröna tak och platta gröna tak. Branta torvtak, vilket är ett traditionellt inslag i många skandinaviska byggnader, tenderar att vara av en enklare konstruktion än platta gröna tak. Detta beror på att takets lutning minskar risken för att vatten tränger igenom takkonstruktion, vilket tillåter att man använder färre tätskikt och dräneringslager.
Utvecklingen av gröna tak har skett framför allt i Tyskland. Begreppet ”extensivt gröntak” definierades där 1982 för första gången.
I Tyskland har de extensiva gröna taken framförallt kommit till användning på nya industribyggnader, en orsak är att den tyska lagstiftningen har föreskrivet detta i de flesta städer.
I Tyskland har fyra vegetationstyper blivit vanliga: moss-sedumvegetation, sedum-moss-örtvegetation, sedum-gräs-örtvegetation och gräs-örtvegetation.
Torvtak räknas inte in i gröna tak, eftersom torven med tiden bryts ner och inte är någon stabil biotyp.

## Exempel

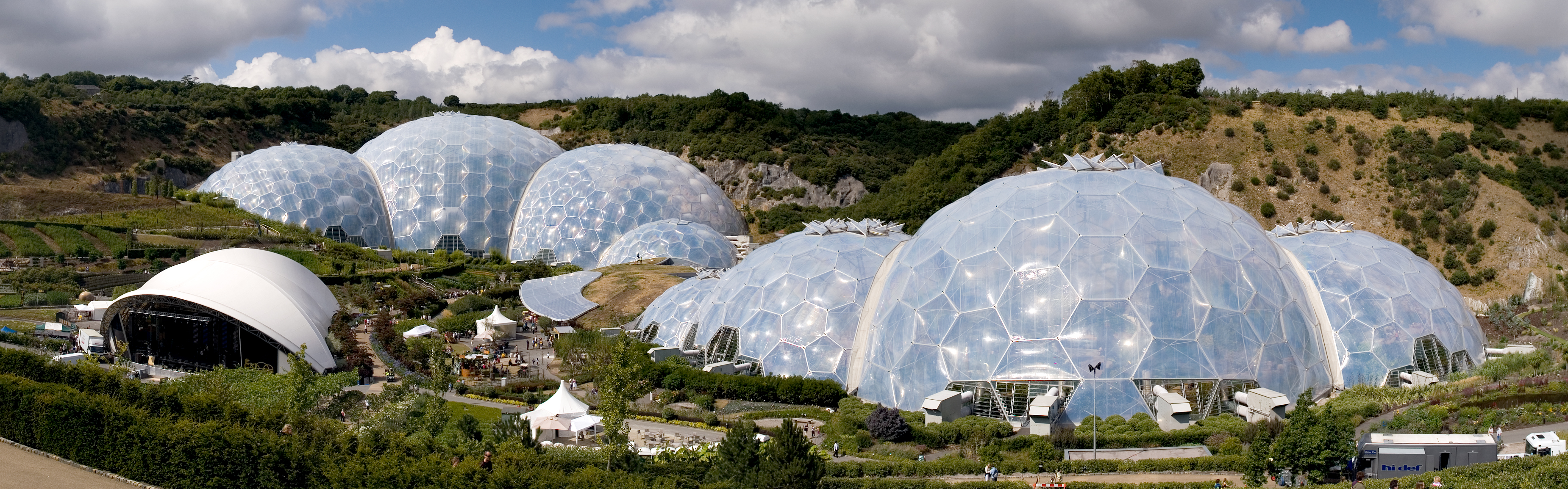
Edenprojektet i Cornvall

Edenprojektet i St Austell, Cornwall, i sydvästra England är en stor botanisk trädgård. Mellan de stora kupolliknande konstruktionerna ligger entrén, som är täckt med ett platt ”grönt tak”.
Noterbara projekt i Sverige inkluderar parken på taket av Emporia köpcentrum i Malmö, som är 27 000 kvadratmeter stor. Parken blandar både extensiv och intensiv växtlighet, och artificiella kullar har byggts för att ge takparken en kuperad utformning vilket ger en mer naturliknande känsla.

### Fotnoter
1. ↑  Block-Bokalders, sid 62
2. ↑  Block-Bokalders, sid 338
3. 1 2  ”Sedumtak | Konstruktion, lutning, kostnad” (på amerikansk engelska). Seduna. https://www.seduna.se/. Läst 23 juli 2020.
4. 1 2  Thomas Schmitz-Günther, sid 238
5. 1 2  ”Grönatakhandboken”. gronatakhandboken.se. https://gronatakhandboken.se/pdf/. Läst 15 mars 2017.
6. ↑  [www.seduna.se ”Seduna AB”]. 23 juli 2020. www.seduna.se. Läst 23 juli 2020.
7. ↑  Piga, sid 8.
8. ↑  Piga, sid 10
9. 1 2  Piga, sid 9
10. ↑  Roof Construction Manual, sid 435

Den här artikeln är helt eller delvis baserad på material från engelskspråkiga Wikipedia, Green roof, 4 december 2009.